# Kabai Sándor
Kabai Sándor (Báránd, 1946–) magyar mérnök és számítógépes grafikusművész. Kiemelkedő munkássága nyomon követhető a Wolfram Research nevű amerikai számítógépes vállalat Mathematica Demonstrations honlapján is.

## Munkássága
Kabai Sándor Bárándon született 1946-ban. Mérnöki tanulmányai mellett mindig érdekelte a matematika, a grafika és az angol nyelv. A Mathematica programot a megjelenése óta munkaeszközként használja. Első könyve is a Mathematica programmal készült számítógépes grafikákat tárgyalja.
2006-ban kezdődött el a Wolfram Research Mathematica 6.0-os programjának a fejlesztése amely a számítógépes grafika területén megmutatta a Mathematica lehetőségeit. Kabai Sándor több, mint 400 demonstrációt készített ehhez a fejlesztéshez.

## Főbb munkái
- Kabai Sándor (2002): Mathematical graphics I: lessons in computer graphics using Mathematics. Uniconstant, Püspökladány (ISBN 963-204-994-2)
- Kabai Sándor (2005): Mathematical graphics: The Icosahedron. (Matematikai grafika: Az ikozaéder.) Uniconstant, Püspökladány (ISBN 963-86873-0-4)
- Kabai Sándor (2006): Mathematical graphics: The Number seven. (Matematikai grafika: A hetes szám.) Uniconstant, Püspökladány (ISBN 963-229-381-9)
- Kabai S., Bérczi Sz. (2009): Mathematical graphics: Rhombic Structures. Geometry and Modelling from Crystals to Space Stations. Uniconstant, Püspökladány (ISBN 978-963-87767-3-0)
- Bérczi Sz., Kabai S. (2001): Az Eurázsiai népművészettől a számítógépes grafikáig. Uniconstant, Püspökladány (ISBN 963-00-4307-6)
- Bérczi Sz., Kabai S. (2001): Natural structures and forms: bridges between ancient and modern graphics - from Eurasian folk art to computer graphics. In: Symmetry 2000. (Chapter 40.) (T. Laurent, I. Hargittai, Eds.) Portland Press, London
- Bérczi Sz., Kabai S. (2002): Kis atlasz sorozat a Naprendszerről (5): Űrkutatás és geometria. ELTE TTK Kozmikus Anyagokat Vizsgáló Űrkutató Csoport, ELTE TTK/ MTA Geonómiai Bizottság, Uniconstant Kiadó, Budapest-Püspökladány (ISBN 963-00-6314-X Ö, ISBN 963-204-063-5)

## Külső hivatkozások
- Kabai Sándor honlapja
- Kabai Sándor Wolfram Research demonstrációinak nyitólapja
- Egy látványos demonstráció a hat egymásba tekeredő kígyóról
- Mozgatások a Hunveyor gyakorló űrszonda modellel: Mathematica demonstrációval
- A Hunveyor gyakorló űrszonda vázának tervezése Mathematica demonstrációval
- Egy főműszer mozgatásai a Surveyoron és a Hunveyoron
- A 39. Lunar and Planetary Science Conference közleménye a Mathematica demonstrációkról
- A 3. Európai Planetary Science konferencián szerepelt közlemény a Mathematica demonstrációk alkalmazásáról
- Modelling Planetary Material's Structures: From Quasicrystalline Microstructure to Crystallographic Materials by Use of Mathematica. Planetáris anyagok modellezése a Mathematica program fölhasználásával